# Mistrovství Evropy v zápasu ve volném stylu 1995
Mistrovství Evropy v zápasu ve volném stylu mužů proběhl v Fribourgu (Švýcarsko).

## Muži
| Kategorie | Zlato               | Stříbro          | Bronz              |
| --------- | ------------------- | ---------------- | ------------------ |
| 48 kg     | Vugar Orudžov       | László Óváry     | Viktor Yefteni     |
| 52 kg     | Namig Abdullajev    | Metin Topaktaş   | Ivan Conov         |
| 57 kg     | Aslanbek Fidarov    | Serafim Barzakov | Arif Abdullayev    |
| 62 kg     | Magomed Azizov      | Jürgen Scheibe   | Siarhei Smal       |
| 68 kg     | Vadim Bogijev       | Yüksel Şanlı     | Arajik Gevorgjan   |
| 74 kg     | Alexander Leipold   | Turan Ceylan     | Nazyr Gadžichanov  |
| 82 kg     | Magomed Ibragimov   | Serhi Hubryniuk  | Rasul Katinovasov  |
| 90 kg     | Macharbek Chadarcev | Eldar Kurtanydze | Sagid Murtazalijev |
| 100 kg    | David Musulbes      | Milan Mazáč      | Aravat Sabejev     |
| 130 kg    | Mahmut Demir        | Merab Valijevi   | Leri Chabelovi     |